# 妖精標本
『妖精標本』（フェアリー キューブ）は、由貴香織里による日本の漫画作品。「花とゆめ」（白泉社）にて2005年6号から2006年7号まで連載された。なお、番外編『PSYCHO KNOCKER』が同誌の2004年21号・22号に掲載された。

## あらすじ
羽住衣杏には、不思議な存在を感知できる能力があり、幼いころからトカゲという自分の分身が見えていた。ある日、衣杏は世間を騒がす「妖精殺人」を目撃し、界外という謎の男性から不思議な石（キューブ）を受け取るが、その中に封印されていたトカゲに体を乗っ取られてしまう。魂だけの存在となった衣杏は、界外の力を借りてエリヤ・バレットという少年の体に入り、翅人となってトカゲの様子を探る。

## 登場人物
羽住衣杏（はすみ いあん）
主人公。15歳。妖精を見ることができる少年であり、幼いころから自分の分身であるトカゲが見えていた。生まれたときから背中に羽の形をしたアザがあった。小さいころから妖精や幽霊がみえたため、「嘘吐きイアン」と呼ばれていた。
由貴は衣杏の人物像について「辛い現実を笑顔で包み、それを超えた時に、また世界が広がるような成長を見せるように設定した」と述べている。
初期設定時の苗字は「桂川」だった。
石椛鈴（いしなぎ りん）
衣杏の幼馴染で思い人。泣き虫だった衣杏が急に喧嘩っ早くなったことから彼の正体をいぶかしむ。
初期設定時の苗字は「桜間」だった。
トカゲ
衣杏にしか見えない零体。衣杏を憎み、体を奪った。名前の由来は髪の色が緑色で、衣杏がそれを見てトカゲを連想したことから。
本当の名前は十六弥（いざや）であり、死産した衣杏の双子の兄である。
界外（かいと）
衣杏にキューブを渡して事件を引き起こした。ガンカナー（愛を囁く者）という妖精。
デイモンズ・ドアを封印するために体に様々な術や契約を施している。
ビジュアル設定は「派手でカラフル」であり、レイヴンとは性格も含め対照的となっている。
エインセル
妖精。名前の「エインセル」とは「自分自身」という意味。
非常に強大な力を持つが、自分では制御不可能らしい。界外を慕っている。
エリヤ・バレット
妖精殺人の被害者の小学生。トカゲに体を奪われたあと衣杏は彼の亡骸に入る。
バレット夫人
エリヤの祖母。アイルランド出身で、病気により視力を失い、妖精の存在を感じ取れるようになった。
羽住一巳（はすみ かずみ）
衣杏の父。元有名小説家で、国語教師をしている。
羽住呉葉（はすみ くれは）
衣杏の母。
リャナン・シーという妖精である。死んだことにされていたが、妖精神に捕らえられて幼い子供の姿にされていた。
梨世（りせ）
衣杏の叔母で、呉葉の妹。
リャナン・シーという妖精。本当の名前はリュセフィオラ。
神門姿良（ごとう しら）
神門グループの社長。生まれつき心臓に疾患がある。名前の由来はスキュラ。
母が姿良を身ごもったまま妖精界に迷い込んで生まれたため、実父によって外界から隔絶された過去を持つ。
妖精神と契約を結び、彼女の心臓は妖精の魂を動力としている。
大鴉（レイヴン）
妖精。姿良の元で働いている。次元の瞳の力を持つデイモンズ・ドアの番人。
ビジュアル設定は「真っ黒くろ」であり、界外とは性格も含め対照的となっている。
ドーシー
かつて妖精界でトカゲと共に暮らしていた。
トカゲにとっては母とも呼べる存在であったが、グィンアップニーズの力によって暴走した彼を止めようとして命を落とす。
美優（みゆう）
蛾の妖精。自身のゲノムを人間に注入して操ることができる。
トカゲを襲撃するが、フェアリーキューブを抜き取られて死亡する。
カナリィ
レイヴンの許婚。界外とレイヴンを怨み、デイモンズ・ドアの封印を解いて死亡する。

## 制作背景
本作は由貴が予め短期連載を要望してスタートしており、短めのストーリーとなることから本作がどのような物語なのかを早い段階で読者に理解してもらえるように意識して構成が組み立てられている。
由貴は「コティングリー妖精事件」の写真に強く惹かれてストーリーのモチーフに「妖精」を選んだ。由貴は妖精を「話が通じない別の生き物」「人間より力をもった理不尽な存在」と表現している。
本作の絵柄について由貴自身は特に意識した点は無いとしながらも、自身の過去作では「ゴチャゴチャして読みにくかった」と言われていた細い線を少なくし、トーンも抑えめにしたと述べている。

## 書誌情報
- 由貴香織里 『妖精標本』 白泉社〈花とゆめコミックス〉、全3巻
  1. 2005年10月19日発売[5]、ISBN 4-592-18351-7
  2. 2006年2月17日発売[6]、ISBN 4-592-18352-5
  3. 2006年7月19日発売[7]、ISBN 4-592-18353-3